# Pavonia longipedunculata
Pavonia longipedunculata är en malvaväxtart som beskrevs av Gürke. Pavonia longipedunculata ingår i släktet påfågelsmalvor, och familjen malvaväxter. Inga underarter finns listade i Catalogue of Life.